# Lijst van personages uit Futurama
Dit is een lijst van personages uit de animatieserie Futurama.

## Menselijke personages

### Hoofden van beroemdheden

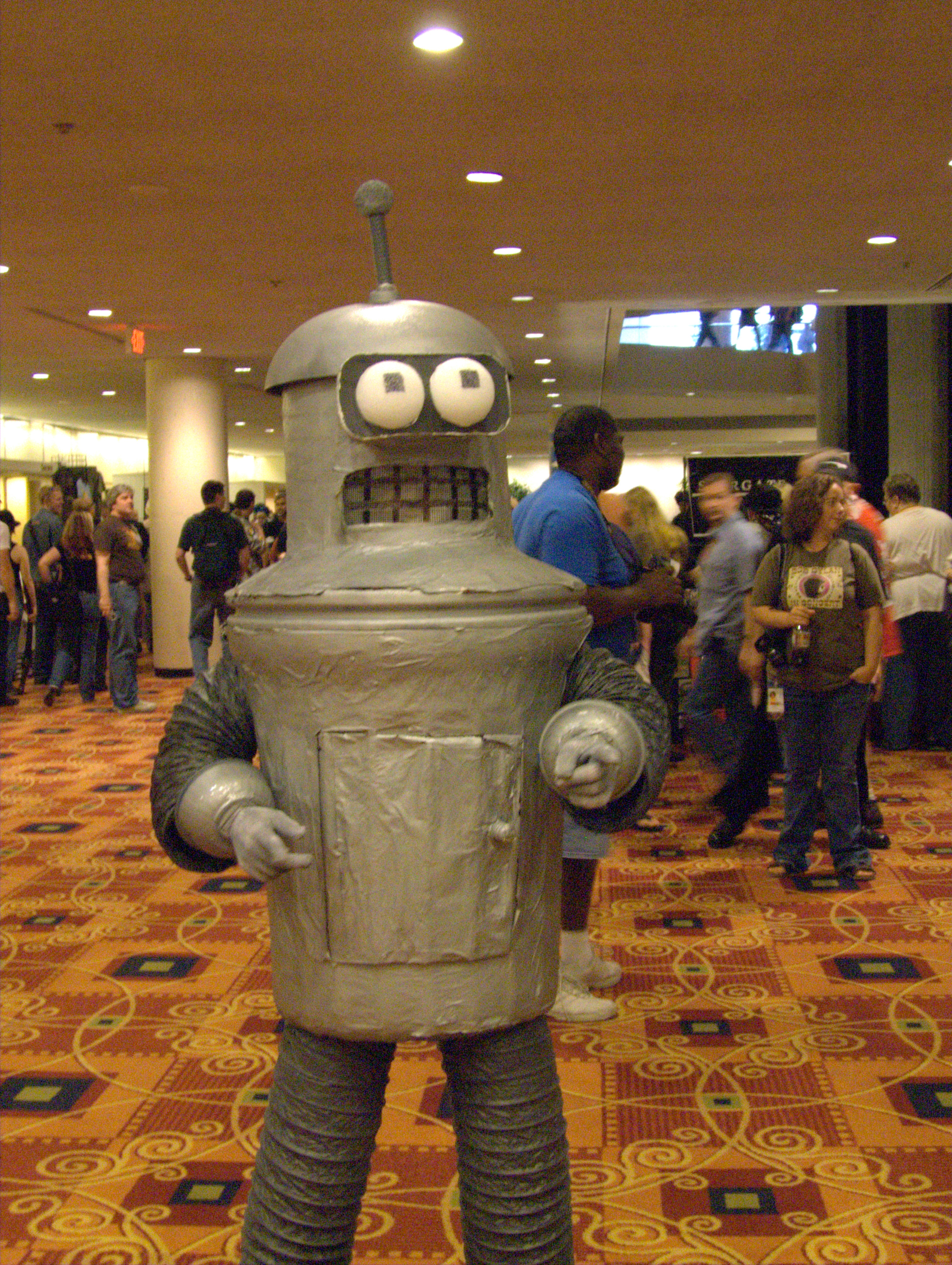
Kostuum van Bender

Dankzij de geavanceerde technologie in het jaar 3000 is het mogelijk om hoofden van mensen in leven te houden in speciale potten. Deze potten vertragen het verouderingsproces en zorgen dat het hoofd ook los van het lichaam kan blijven bestaan.
Op deze manier zijn de hoofden van veel beroemdheden uit de 20e en 21e eeuw bewaard gebleven. Deze duiken geregeld op in de serie. Al in de eerste aflevering doken ze op toen Bender en Fry onderdoken in het hoofdenmuseum. Hier waren de hoofden van Leonard Nimoy en Matt Groening te zien.
Tussen de hoofden zitten ook veel personen die al stierven voordat de technologie voor het leven houden van hoofden werd uitgevonden. Hoe het kan dat zij nog in leven zijn wordt niet verklaard in de serie.
Een aantal beroemdheden die, als hoofd in een pot, een belangrijke rol hebben gespeeld in de serie zijn:

#### Al Gore
De eerste keizer van de maan. In het jaar 3000 staat zijn hoofd op het 500 dollar biljet. Hij is de auteur van (het echt bestaande boek) Earth in the Balance en (het fictieve boek) Harry Potter and the Balance of Earth, waarin hij beschrijft hoe het klimaat moet worden beschermd tegen het broeikaseffect.
Gore verscheen ook met zijn volledige lichaam in de aflevering Anthology of Interest I, waarin de What-If Machine toonde wat er zou zijn gebeurd als Fry nooit was ingevroren.
De echte Al Gore maakte bekend dat Futurama zijn favoriete show is. Gore deed zelf de animatieversie van zichzelf. Hij deed de stem voor zijn personage weer in de eerste van de vier Futurama dvd-films: Futurama: Bender's Big Score.

#### Lucy Liu
Verscheen voor het eerst als een gevangene van Kidnappster.com, een Internetbedrijf die hoofden van beroemdheden steelt, waarna mensen hun persoonlijkheid kunnen downloaden op een robot. In de aflevering I Dated a Robot downloadt Fry haar. Ze overtuigde hem om het bedrijf een halt toe te roepen. Lucy's hoofd werd aan het eind van de aflevering verliefd op Bender.

#### Star Trekcast
In de aflevering Where No Fan Has Gone Before verschenen de van de acteurs uit de originele Star Trek serie: Leonard Nimoy, William Shatner, George Takei, Nichelle Nichols en Walter Koenig. Verder verscheen het hoofd van Star Trek: The Next Generation acteur Jonathan Frakes. Leonard Nimoy is duidelijk het minst te spreken over zijn huidige status.

#### Richard Nixon
Van alle beroemdheden komt Richard Nixon het meest voor in de serie. Hij werd voor het eerst gezien in de pilotaflevering. In A Head in the Polls werd zijn hoofd vastgezet op het lichaam van Bender en kon hij weer zelf bewegen. Hij stelde zich toen verkiesbaar voor president van de Aarde, en won. Hij gaf een dag voor de verkiezingen Bender zijn lichaam terug, en nam een veel groter robotlichaam ter vervanging.
Nixon wordt gekenmerkt door een gewelddadige en agressieve houding. Hij gaat geregeld onnodige conflicten aan, die ertoe leiden dat de Aarde wordt aangevallen. In de laatste aflevering van de serie, The Devil's Hands Are Idle Playthings, werd Nixons hoofd de robothel in getrokken door de robotduivel.

### Father Changstein-El-Gamal
Een priester van de First Amalgamated Church, een vermenging van veel 20e-eeuwse religies. Zijn achternaam is El-Gamal (islam) Hij draag een bindi op zijn voorhoofd (hindoeïsme), een bisschopsmijter (christendom) met een yin-yangsymbool erop (taoïsme), een oranje kleed (boeddhisme) met een mantel bedekt met sterren en manen (spiritisme). Hij deed mee in Godfellas en The Sting. Hij is niet erg behulpzaam.

### Dwight Conrad
De 13-jarige zoon van Hermes Conrad en LaBarbara Conrad. Hij is goed bevriend met Cubert Farnsworth. Dwight lijkt sterk op zijn vader. Zo vindt hij bureaucratie leuker dan normale vormen van vermaak. In de aflevering The Route of All Evil namen hij en Cubert de Planet Express over.
Dwight heeft dreadlocks en draagt een T-shirt met de Jamaicaanse vlag erop.

### LaBarbara Conrad
Hermes Conrads vrouw. Ze is veel groter dan Hermes. Ze was eerst getrouwd met Barbados Slim, een lange gespierde atleet die de gouden medaille voor limbodansen won op de Olympische Spelen van 3004. Ze vergezelde haar man op een cruise in de aflevering A Flight To Remember en op een tocht naar Spa 5 in How Hermes Requisitioned His Groove Back.

### Cookieville wezen
De weeskinderen van het Cookieville Minimum Security Orphanarium (waar Leela opgroeide) werden voor het eerst gezien in de aflevering The Cyber House Rules. Bender adopteerde korte tijd 12 van hen om geld te krijgen van de overheid, maar hij werd gearresteerd toen dit aan het licht kwam.
Sommige van de wezen verschijnen als achtergrondpersonages in andere afleveringen, waaronder The Why of Fry, Leela's Homeworld, Bender Should Not Be Allowed On TV en Three Hundred Big Boys. De drie wezen die het vaakst voorkomen heten Albert, Nina en Sally.

### Abner Doubledeal
De eigenaar van de Ultimate Robot Fighting League, en later ook van de New New York Mets. Huurde Bender in om de publiciteit van de Ultimate Robot Fighting League te promoten. Later huurde hij Leela in als een act om meer kaarten voor de Mets te verkopen.

### Yancy Fry Sr.
Yancy is zowel de vader als de zoon van Fry, en de vader van Yancy Fry Jr. Hij wordt enkel gezien in flashbackscènes in The Luck of the Fryrish en Jurassic Bark, waaruit blijkt dat hij geobsedeerd is door de Koude Oorlog en de Millenniumbug. Toen Fry werd vermist, wilde Yancy niet naar hem laten zoeken omdat hij het een verspilling van geld vond.

### Yancy Fry Jr.
Yancy is zowel de oudere broer als de kleinzoon van Fry, en vader van Philip J. Fry II. Hij werd gezien in een flashback in The Luck of the Fryrish, waaruit bleek er een grote rivaliteit heerste tussen hem en Fry. Kort nadat Fry werd ingevroren, trouwde Yancy en noemde zijn zoon naar Fry. Hij vond ook Fry's geluksklavertje-7, en hield dit bij zich. Hij gaf dit later door aan zijn zoon, Philip J. Fry II, die daardoor erg succesvol werd.

### Fishy Joe Gillman
Gillman, of Fishy Joe is de eigenaar van de Fishy Joe's keten van zeevoedselrestaurants en Family Bros. Pizza. Hij verkocht ooit jonge Omicronians in zijn restaurant, wat bijna tot een oorlog met dit ras leidde.

### Linda
Morbo's menselijke copresentatrice, die zich niet bewust is van Morbo's haat tegen mensen. Ze is niet echt intelligent en dient vaak als vrolijke noot ten opzichte van Morbo's gewelddadige opmerkingen.

### Hattie McDoogal
De stereotiepe oude dame uit het Futurama-universum. Ze woont alleen met haar katten in New New York. Ze draag altijd een roze nachthemd met slippers. Ze houdt vaak van onzinwoorden en zinnen.
Hattie was voor korte tijd de kamerverhuurster van Fry en Bender (in I, Roommate) en huurde Kif Kroker in als mannelijke prostituee (in Brannigan Begin Again). Ze werd beroofd door Bender in Xmas Story. Verder deed ze mee in Future Stock, The Sting en A Flight to Remember.

### Michelle
Frys vriendin uit de 20e eeuw. Ze verscheen voor het eerst in de pilootaflevering, waarin ze Fry dumpte op oudejaarsavond 1999. Daarna bracht ze een paar jaar door met een andere vriend, niet wetende wat er met Fry was gebeurd. Ze koos er zelf voor om ook 1000 jaar in te worden gevroren (in The Cryonic Woman). Op deze manier kwam Fry haar weer tegen in de 31ste eeuw. Hoewel haar relatie met Fry weer wat opbloeide, had ze moeite zich aan te passen aan de 31ste eeuw. Uiteindelijk dumpte ze Fry weer voor een andere ingevroren man: Pauly Shore.

### Ipgee
Leela's baas toen ze nog werkte bij Applied Cryogenics. Verscheen in Space Pilot 3000, How Hermes Requisitioned His Groove Back en The Cryonic Woman. Hij is een man van Indische afkomst, maar zijn Engels is perfect wat aangeeft dat hij mogelijk in een Engels sprekend land is geboren. Hij is getrouwd met een vrouw die hij via zijn werk leerde kennen.
Er is niet veel over hem bekend, maar hij lijkt een lakse houding te hebben ten opzichte van zijn werk.

### Randy Munchnik
De eigenaar van een juwelierswinkel. Hij is homo. Toen de ijskappen smolten bouwde hij een ark, en nam van elke diersoort twee mannetjes mee. Randy werd in de serie nooit bij naam genoemd, maar wel op het audiocommentaar van de dvd.

### Mr. Panucci
De eigenaar van Panucci's Pizza, het New Yorkse restaurant waar Fry voor werkte in de 20ste eeuw. Hij heeft maar weinig interesse in hygiëne in zijn pizzeria. Nadat Fry spoorloos verdween, bleef Panucci voor Fry's hond Seymour zorgen.
Mr. Panucci is een van de weinige terugkerende personages in de serie die niet meer in leven is in de 31ste eeuw.

### Burgemeester C. Randall Poopenmeyer
De Burgemeester van New New York, die meedoet in veel afleveringen. Hij verschijnt vooral als de stad in groot gevaar verkeerd, zoals in de aflevering A Big Piece of Garbage. In Less Than Hero is hij de woordvoerder tussen de stad en het New Justice Team. Een van zijn taken als burgemeester is de executie van veroordeelde criminelen.

### Morgan Proctor
Morgan Proctor is een level 19 bureaucraat die in de aflevering How Hermes Requisitioned His Groove Back het werk van Hermes kwam inspecteren voor een mogelijke promotie. Ze nam tijdelijk zijn werk over toen ze concludeerde dat Hermes nodig op vakantie moest. Ze begon bij Planet Express een affaire met Fry. Verder had ze een cameorol in The Sting.

### Sal
Een met overgewicht kampende werker die praat met een dik Bronx accent. Hij verscheen voor het eerst als een conciërge op de Maan in The Series Has Landed. Nadien heeft hij veel optredens in de serie gehad, telkens met een andere baan. Zo was hij te zien als buschauffeur, schoonmaker, vrachtwagenchauffeur, fabrieksarbeider, robotmonteur, krantenbezorger, eigenaar van een vuilnisasteroïde en sloper. Een gerucht onder fans van de serie is dat er vele klonen van Sal bestaan, en dat hij daarom zoveel verschillende banen heeft in de serie.

### Scruffy
De conciërge van de Planet Express. Hij deed mee in twaalf afleveringen, beginnend met A Fishful of Dollars. Een running gag in de serie is dat niemand zich kan herinneren of ze hem eerder hebben gezien, daar hij vrijwel geen contact heeft met de rest van de Planet Express crew. Scruffy refereert aan zichzelf in de derde persoon en praat met een stem die doet denken aan die van Karl Childers, de protagonist uit de film Sling Blade. Scruffy is lui en zit vaak in de kelder naar de boiler te kijken zonder hem te repareren.

### Rioolmutanten
Jaren van vervuiling hebben absurde mutaties veroorzaakt bij veel mensen. Deze mutanten wonen in de riolen van de grote steden, waaronder New New York. In deze riolen hebben ze een gemeenschap opgebouwd met hun eigen ondergrondse scholen, bedrijven en kerken. Het is mutanten bij wet verboden om zich bovengronds te vertonen. Ze verschenen voor het eerst in I Second That Emotion.

#### Dwayne
Dwayne is een mutant met twee neuzen en een abnormaal groot voorhoofd. Hij houdt ervan om de dingen waar mensen in geloven uit te dagen. Zo beweerde hij dat mensen misschien zelf ook wel in de riolen van een grote beschaving boven hen wonen. Hij is een leraar op de mutantenschool Martin Luther Thing Jr. High School, en kan goed gitaar spelen. Hij lijkt ook de lokale folklore-expert te zijn.

#### Raoul Inglis
Raoul is de democratisch verkozen leider van de mutanten, met de officiële titel Supreme Mutant. Hij heeft een derde arm aan zijn hoofd op de plek waar zijn rechteroor zou moeten zitten. Daarom is hij een beetje hardhorend. Hij praat met een Brits accent.

#### Turanga Morris
De vader van Leela. Hij heeft net als zijn dochter maar 1 oog. Verder heeft hij een verticaal georiënteerde mond en hij vervelt geregeld. Hij is zeer onverantwoordelijk en moedigt bij iedereen het gebruik van alcohol aan. Zowel hij en zijn vrouw verschenen al in de aflevering I Second That Emotion, maar hun familieband met Leela werd pas onthuld in Leela's Homeworld.

#### Turanga Munda
Leela's moeder. Zij heeft ook maar 1 oog, en verder een leeuwenstaart en octopustentakels in plaats van armen. Leela heeft haar paarse haar duidelijk van haar moeder. Ze heeft een Ph.D. in vreemde talen.

#### Vyolet
Een kettingrokende mutant met kieuwen en een reptielachtig uiterlijk. Naast Leela komt Vyolet van alle mutanten het meest voor in de serie. Ze reageert altijd als er iets in het riool wordt gegooid. Volgens haar portretteren barbiepoppen een onrealistisch beeld van schoonheid.

### Smitty
Een politieagent in New New York. Hij werkt samen met de robot URL. Smitty gebruikt soms een lichtzwaard als wapen, en verder een nightstick. Hij had vooral grote rollen in de afleveringen Space Pilot 3000 en I, Roommate, maar heeft verder cameo's in vrijwel elke aflevering waar de politie in voorkomt. In A Tale of Two Santas bleek hij te zijn ontslagen, maar kreeg zijn baan terug toen hij Bender (van wie iedereen dacht dat hij de robotkerstman was) ving.

### Ethan "Bubblegum" Tate
Ethan "Bubblegum" Tate is de commandant van de Globetrotters en senior leraar in fysica aan de Globetrotter Universiteit. Na de Aarde te hebben verslagen in een basketbalwedstrijd, hielp hij Professor Farnsworth de tijd te herstellen in Time Keeps on Slippin'. Hij was een van de juryleden in The 30% Iron Chef, en had een kleine rol in Less Than Hero.

### Terry
Terry werkt bij het cryonics lab (Applied Cryogenics) waar Fry werd ingevroren in het jaar 2000. Toen Fry werd ontdooid was hij de eerste die hem begroette met de woorden "Welcome to the World of Tomorrow!". Hij verscheen opnieuw in de afleveringen The Cryonic Woman (waarin hij Fry leerde om in het lab te werken) en How Hermes Requisitioned His Groove Back (waarin hij werd uitgenodigd voor een pokerwedstrijd).

### Mr. Vogel
Mr. Vogel is de directeur en het enige personeelslid van het Cookieville Minimum Security Orphanarium. In Leela's Homeworld werd onthuld dat hij Leela als baby op de stoep van het weeshuis vond. Hij houdt van elke wees in het weeshuis een gedetailleerd dossier bij. Dit heeft hem de titel van level 135 bureaucraat opgeleverd. Hij probeert continu huizen te vinden voor zijn wezen. Een van zijn talenten is dat hij een fotografisch geheugen heeft en zich alles kan herinneren alsof het gisteren gebeurd is.

### Waterfallfamilie
De leden van de Waterfallfamilie zijn stereotypes van linkse politici. Al hun stemmen worden gedaan door Phil Hendrie. De mannelijke leden van de familie komen vaak op een komische, maar gewelddadige manier om het leven.

#### Free Waterfall III
Niet te zien in de televisieserie, maar wel in Futurama Comics #5 als een deelnemer aan de spelshow Who's Dying to be a Gazilionaire? Hij wilde het geld gebruiken om het holografische regenwoud te redden, maar kwam om tijdens de miljoen dollar vraag door een laser.

#### Free Waterfall Jr.
Een stereotiepe hippie, vegetariër, milieuactivist en woordvoerder voor Mankind for Ethical Animal Treatment (M.E.A.T.). Hij was als enige tegen het eten van Omicronianbabies, maar werd ironisch genoeg zelf opgegeten door de Omicronians. Hij heeft maar erg weinig tolerantie voor geloofsovertuigingen die niet aansluiten op zijn eigen.

#### Free Waterfall Sr.
Een natuuractivist, vader van Free Waterfall Jr. en oprichter van Penguins Unlimited. Hij wil de pinguïnkolonie op Pluto redden nadat hun gebied wordt vervuild door Dark Matter. Ironisch genoeg werd hij uiteindelijk doodgepikt door de pinguïns.

#### Frida Waterfall
Verscheen in ""A Taste of Freedom"", maar werd alleen in het script bij naam genoemd. Ze is het enige lid van de Waterfallfamilie dat niet sterft in de serie. Ze zal ook meedoen in een van de geplande films.

#### Old Man Waterfall
Een biseksuele polygamist, en advocaat voor burgerrechten. Hij is een ruimteoorlogveteraan en de vader van Free Waterfall Sr. Hij probeerde Dr. Zoidberg te verdedigen nadat die de Aardse vlag had opgegeten, maar faalde. Hij stierf toen hij werd gepeld door een metalen klauw van de Decapodian Mobile Oppression Palace (A Taste of Freedom).

### Professor Ogden Wernstrom
Een rivaal van Professor Farnsworth. Wernstrom is ergens rond de 120, en daarmee 40 jaar jonger dan Farnsworth. Wernstrom wil wraak op Farnsworth voor iets wat die hem blijkbaar heeft aangedaan. Dit lukte in 3000 toen hij Farnsworth versloeg op het jaarlijkse Uitvinders Symposium en diens uitvinding, een smelloscope, het slechtst denkbare cijfer gaf: een "A - -".
Toen de aarde werd bedreigd door een enorme afvalbol namen Wernstrom en Farnsworth het tegen elkaar op om met een oplossing te komen. Wernstrom faalde en liet New New York aan zijn lot over. Farnsworth en zijn crew waren wel succesvol. Hierna verloor Wernstrom zijn uitvindersaward, en zwoer opnieuw wraak.
Wernstrom had nog cameo's in A Clone of My Own, Anthology of Interest II en Obsoletely Fabulous.

### Rechter Ron Whitey
Rechter bij Famous Original Ray's Superior Court, die bijna alle rechtszaken afhandelt waar de hoofdpersonages van de serie bij betrokken zijn. Hij verscheen in A Tale of Two Santas (waarin hij Bender ter dood veroordeeld), Time Keeps on Slippin' (waarin hij de scheiding van Fry en Leela regelt) en in Insane in the Mainframe (waarin hij Fry en Bender naar een robotgekkenhuis stuurt). Whitey geeft enkel om geld en rijkdom.

### Leo en Inez Wong
De zeer rijke ouders van Amy Wong. Ze zijn menselijke Martianen van Chinese afkomst. Ze bezitten het gehele westelijke halfrond van Mars en wonen op de Wong ranch.
Ze willen dolgraag kleinkinderen en proberen hun dochter Amy dan ook geregeld aan een man te helpen. Zo introduceerden ze haar aan Kif Kroker, maar kregen later spijt van deze beslissing.

### Michelle
Michelle was Fry's vriendin in de 20ste eeuw. Ze verscheen voor het eerst in de pilootaflevering, waarin ze Fry dumpte op oudejaarsavond 1999. Daarna bracht ze een paar jaar door met een andere vriend, niet wetende wat er met Fry was gebeurd. Ze koos er zelf voor om ook 1000 jaar te worden ingevroren (in The Cryonic Woman). Op deze manier kwam Fry haar weer tegen in de 31ste eeuw. Hoewel haar relatie met Fry weer wat opbloeide, had ze moeite zich aan te passen aan de 31ste eeuw. Uiteindelijk dumpte ze Fry weer voor een andere ingevroren man: Pauly Shore.

### Niet bij naam genoemde dikke jongen
Een zeer dikke jongen die voor het eerst verscheen in A Flight to Remember wanneer Amy's ouders hem aan Amy voorstellen. Hij verscheen ook in Bendin' in the Wind en The Problem With Popplers.

## Robotpersonages

### Boxy
Boxby is een ruwe dalekachtige robot gelijk aan de Gonkdroid uit Star Wars. Hij kan enkel communiceren via bliepgeluiden. Hij wordt vaak samen gezien met Calculon, en heeft een paar kleine rolletjes gespeeld in de soapserie All My Circuits als Calculons halfbroer. In de soap bespioneert hij vaak Calculons vrouw, Monique. Hij wordt vaak geplaagd door anderen, vooral omdat hij een makkelijk doelwit is.

### The Crushinator
Een grote robot die kan veranderen in een autoachtig voertuig. Ze werd voor het eerst gezien in The Series Has Landed. Ze woont met haar menselijke vader en twee robotzusjes op de maan. Ze verscheen ook even kort in Lesser of Two Evils als vertegenwoordiger van de Aardse Maan in de Miss Universe verkiezing. Ze is volgens robotstandaarden erg aantrekkelijk. Ze is verliefd op Bender.

### Fat-Bot
Fat-Bot is een dikke robot die een beanie draagt. Hij is een robotnerd. Zijn personage is gebaseerd op Kent "Flounder" Dorfman uit de film Animal House. Fat-Bot heeft de onweerstaanbare drang om voorwerpen in zijn omgeving te eten. Hij deed mee in de afleveringen Mars University, Crimes of the Hot en Obsoletely Fabulous.

### Flexo
Flexo is net als Bender een Bending-Unit 22 robot. Flexo's en Benders serienummers zijn respectievelijk 3370318 en 2716057. Flexo lijkt qua uiterlijk sprekend op Bender. Hij heeft alleen een driehoekvormige metalen sik aan zijn kin.
Flexo heeft de gewoonte om iets heel anders te zeggen dan hij werkelijk voelt, enkel om zichzelf meteen te corrigeren. Ook beledigt hij vaak iemand, en probeert dit dan goed te maken met de tekst "Nah, I'm just messin' with ya, you're all right," of iets soortgelijks.
Hij verscheen voor het eerst in Lesser of Two Evils, waarin Fry hem per ongeluk overreed met een 20e-eeuwse auto en Flexo een kont-whiplash bezorgde. Flexo werd goede vrienden met Bender, tot jaloezie en wantrouwen van Fry. Fry dacht eerst dat Flexo een kwaadaardige tweelingbroer was van Bender, en dat hij de kroon van de Miss Universe verkiezing wilde stelen. Later bleek Bender achter de kroon aan te zitten, en dat Flexo hem juist probeerde tegen te houden. De verwarring over Flexo's ware aard wordt nog groter door Flexo's duivelse lach.
In Bendless Love ging Bender uit met Flexo's ex-vrouw Angleyne. Nadat Flexo werd gestraft voor Benders wangedrag, hielp Bender Flexo weer te herenigen met zijn ex-vrouw.

### Gypsy Booth
Een robot die sterk lijkt op een oude zigeunervrouw. Ze verscheen voor het eerst in de aflevering The Honking, waarin ze de dynamiek van Project Satan verklaarde en de crew naar een verlaten fabriek in Detroit leidde. Later dook ze nog een keer op in Godfellas.
Ze bezit geen bovennatuurlijke krachten, maar doet alsof ze helderziend is.

### Hedonism-Bot
Een goudkleurige robot wiens enige doel bestaat uit zichzelf vermaken. Hij is de belichaming van het hedonisme, en een parodie op de dikke en luie Romeinse keizers. Zijn gedrag is gebaseerd op Dom DeLuises rol als de Romeinse Keizer in Mel Brooks' History of the World, Part I.

### Humourbot 5.0
Een robotkomiek. Humourbot presenteert een show getiteld Late Night with Humorbot 5.0 in de aflevering Bend Her. Hij verscheen ook in de afleveringen That's Lobstertainment! en Bendin' in the Wind en stond gepland voor de pilootaflevering.

### Malfunctioning Eddie
De eigenaar van Malfunctioning Eddie's Rocket Car Emporium. Hij is een robot die zijn beste tijd gehad heeft en uit elkaar aan het vallen is. Hij staat erom bekend te ontploffen indien hem schokkend nieuws ter ore komt. Zijn reclamepraatje is "Hi I'm Malfunctioning Eddie, and I'm malfunctioning so badly, I'm practically giving these cars away." Hij is gebaseerd op Crazy Eddie. Hij verscheen in de afleveringen Put Your Head on My Shoulders, Insane in the Mainframe en Crimes of the Hot.

### Monique
Monique is Calculons tegenspeelster in All My Circuits. In de opera is haar personage verliefd op Calculon, maar ze bedriegt hem wel vaak. Ze heeft blijkbaar een geheim dat ze al 200 jaar verborgen houdt voor Calculon.

### Eerwaarde Lionel Preacherbot
Een priester in de tempel van robotologie die altijd beschikbaar is voor het uitvoeren van trouwerijen en begrafenissen, ongeacht hoever hij hiervoor moet reizen. Hij verscheen voor het eerst in Hell is Other Robots waarin hij probeert Bender weer op het rechte pad te krijgen. Hij regelde ook Leela's huwelijk met Alkazar in A Bicyclops Built for Two en Leela's huwelijk met Fry in Time Keeps on Slippin'. Zijn spraakgebruik en manieren zijn gebaseerd op het stereotype van een Afro-Amerikaanse Evangelische priester.

### Roberto
Een criminele en gestoorde robot. Hij beweert zelf echter dat hij niet gek is, alleen niet gebruiksvriendelijk. Hij beroofde ooit hetzelfde slachtoffer driemaal op rij, en heeft vaak andere robots vernield als vorm van vermomming. Volgens hemzelf heeft hij een traumatische jeugd gehad. Zijn gewelddadige aard werd versterkt doordat zijn lichaam de vorm van een grafsteen heeft. Zijn grootste rol was in Insane in the Mainframe, waarin Bender en Fry betrokken raakten bij een van zijn bankovervallen. Hij verscheen ook in Obsoletely Fabulous en Crimes of the Hot.

### De Robotduivel
De robotduivel (Engels: Robot Devil) woont in de robothel, die zich bevindt onder de Inferno Ride in het attractiepark Reckless Ted's Funland in New Jersey. Zijn functie is om robots die vele zonden hebben begaan te martelen, maar dit recht lijkt alleen van toepassing te zijn op robots die aanhanger zijn van robotologie. Hij wordt bijgestaan door vele DemonBots, en de Beastie Boys. Toen in de aflevering ""Hell Is Other Robots"" Bender tijdelijk betrokken raakte bij robotologie, ontvoerde de robotduivel hem vanwege Benders vele wandaden. Fry en Leela slaagden erin Bender uit de robothel te bevrijden.
De Robotduivel speelde ook een grote rol in de aflevering ""The Devil's Hands are Idle Playthings"", waarin Fry een deal met hem maakte om eindelijk de holofoon te leren spelen. De Robotduivel ruilde zijn handen met die van Fry. Hoewel Fry dankzij de robothanden eindelijk goed kon spelen, kreeg de Robotduivel zelf spijt van de deal en probeerde deze op elke mogelijke manier terug te draaien.
Hoewel de Robotduivel ervan houdt om zich dramatisch voor te doen en gebruikmaakt van vele special effects, kan hij niets bovennatuurlijks. Wel heeft hij grote muzikale vaardigheden.

### De Robot Elders
De vijf Robot Elders verschenen voor het eerst in de aflevering Fear of a Bot Planet. Ze regeren de planeet Chapek 9, die wordt bevolkt door menshatende robots. Vier eeuwen geleden werden ze met de hand gemaakt uit meteorieten door hun scheppers. Zij en een aantal andere robots koloniseerden Chapek 9 en maakten deze planeet tot een strikte robotgemeenschap. Ze houden de robotburgers van Chapek 9 onder controle met leugens over superkrachten die mensen zouden bezitten. Een van de Robot Elders heet Jimmy, de namen van de anderen zijn onbekend.

### De Robotmaffia
Een uit drie leden bestaand misdaadsyndicaat. Ze opereren vanuit de Fronty's Meat Market. Ze kapen schepen die Cubaanse sigaren vervoeren en regelen ongelukken voor robots die hun in de weg staan. In het dvd-commentaar van Bender Gets Made werd onthuld dat de robotmaffia mogelijk bestaat omdat robots beter zijn in georganiseerde misdaad dan mensen. 
De leden van de maffia zijn:
- Donbot – de leider. Hij draagt een cape en ringen, en is het kleinst van de drie.
- Joey Mousepad – de grootste van de drie. Hij draagt een computermuis als ketting, en is niet erg slim.
- Clamps – een slanke sarcastische robot die geobsedeerd is door de klauwen aan zijn armen, en het gebruik ervan.

### Robotkerstman
De Robotkerstman (Engels: Robot Santa) werd gemaakt door Mom's Friendly Robot Company. Zijn taak was om net als de echte Kerstman op kerstavond mensen die aardig waren geweest het afgelopen jaar geschenken te brengen, en slechte mensen te straffen. Helaas werd door een productiefout zijn maatstaaf voor aardig veel te hoog ingesteld. Daardoor denkt hij dat iedereen op Aarde slecht is. Nog erger is dat zijn bestraffing bestaat uit alles opblazen en slechte mensen uitmoorden. Ieder jaar met Kerstmis zaait hij dan ook overal op Aarde terreur en vernieling. De enige die daadwerkelijk een keer een cadeau van hem heeft gekregen was Dr. Zoidberg.
De Robotkerstman woont de rest van het jaar op Neptunus en gebruikt de Neptunianen voor zijn taken.

### Tinny Tim
Een dakloos robotkind die een grote fan is van Bender. Hij is te allen tijde zeer beleefd tegen iedereen. Een van zijn armen is gemaakt van hout, en er mankeert nog meer aan zijn lichaam. In al die opzichten is hij een parodie op het personage Tiny Timmy uit Charles Dickens' A Christmas Carol. Hij verscheen in de volgende afleveringen:
- Xmas Story
- Bender Gets Made
- Bender Should Not Be Allowed On TV
- Mother's Day
- Less Than Hero
- Crimes of the Hot
- The Devil's Hands are Idle Playthings

### URL
Een van de twee vaste politieagenten uit de serie. Hij is de partner van Smitty. Hij is erg massief gebouwd en tot de tanden bewapend. Zijn spraak is doordrenkt met blaxploitation catchphrases zoals "Awwww yeah", "You deadbeats are under arrest" en "It's a stone cold shame!".

### iZac
iZac is de barman van het ruimtecruiseschip Titanic in de aflevering A Flight To Remember. Hij verscheen opnieuw in Crimes of the Hot en Bender Should Not Be Allowed On TV. Zijn personage is een parodie op Isaac Washington, de barman in The Love Boat.

## Buitenaardse wezens

### Brain Slugs
Brain Slugs zijn kleine gelatineachtige buitenaardse wezens ongeveer zo groot als een vuist. Ze hechten zichzelf vast aan de hoofden van mensen en brengen hun gastlichaam in een zombie-achtige staat. De Brain Slugs spreken ook via hun gastlichaam in de derde persoon en in een monotone stem. Ze zijn waarschijnlijk een parodie op de slakachtige parasieten uit The Puppet Masters. Ze verschenen voor het eerst in A Head in the Polls. Daarnaast dook een Brain Slug op in de aflevering Raging Bender. Een effectief middel om Brain Slugs weg te houden is knoflookshampoo gebruiken.

### Brainspawn
Een kwaadaardig ras van vliegende telepathische hersenen die precies 1 milliseconde na de Big Bang ontstonden. Ze zijn de grootste vijanden van de Nibblonians. Hun doel is om al het andere intelligente leven in het universum uit te roeien. Om dit doel te bereiken bestralen ze eerst de bevolking van een planeet met hun stupefaction fields wat iedereen te dom maakt om zich te verzetten. De leider van de Brainspawn was persoonlijk verantwoordelijk voor het uitsterven van de Dinosauriërs op aarde.
De enige persoon die immuun is voor de stupefaction fields is Fry. Dit komt doordat hij door een unieke genetische afwijking geen delta-hersengolf bezit (dit is het gevolg van het feit dat Fry zijn eigen grootvader is). Hierdoor was Fry in staat de Brainspawn van de aarde te verdrijven in de aflevering The Day the Earth Stood Stupid.
In de aflevering The Why of Fry trok Fry opnieuw ten strijde tegen de Brainspawn, ditmaal op aandringen van de Nibblonians.

### Elzar
Een beroemde vierarmige chef-kok van de planeet Neptunus. Hij heeft zijn eigen New New Yorkse restaurant, Elzar's Fine Cuisine, en een televisieshow. Elzar is een parodie op de beroemde kok Emeril Lagasse, maar zijn uiterlijk is een parodie op de vierarmige tv-kok Gormaanda uit The Star Wars Holiday Special. Elzar is niet erg plezierig om mee te werken, en heeft een groot ego. Hij laat geen kans onbenut om zijn klanten geld uit de zak te kloppen.

### Glab
Glab is de president van D.O.O.P.. Ze is een vrouwelijke Amphibiosan. Ze verscheen voor het eerst in de aflevering Brannigan Begin Again, en is een vast personage in de stripserie Futurama Comics.

### Horrible Gelatinous Blob
Een groen doorzichtig buitenaards wezen met drie ogen en een slecht humeur. Hij refereert altijd naar mensen als “vaste wezens” met een belachelijk verteringsstelsel dat maar één kant op werkt. Hij verscheen voor het eerst in The Series Has Landed in een reclamespotje voor de Planet Express, waarin hij een medewerker van een rivaliserende koeriersdienst opeet. Hij verscheen ook even kort in The Problem with Popplers als een klant in Fishy Joe's.
Hij heeft een zoon genaamd Brett Blob, die vaak Cubert en Dwight pest.

### De Hyperchicken
Een twee meter hoog blauwgroen buitenaards wezen die sterk lijkt op een kip. Hij praat met een sterk Zuid-Amerikaans accent. Hij verscheen voor het eerst in Brannigan Begin Again.
De Hyperchicken is een advocaat, maar hij is enorm incompetent en verliest altijd de zaken die hij voor de hoofdpersonages aanspant. Eenmaal werd hij zelfs ingehuurd terwijl hij in de gevangenis zat en spoedig zelf voor de rechter moest verschijnen vanwege zijn incompetentie (The Birdbot of Ice-Catraz). Enkel het feit dat Fry en Bender hem inhuurden in de aflevering Insane in the Mainframe was al genoeg voor de rechter om het duo gek te verklaren en naar een gekkenhuis te sturen.
De Hyperchicken is een parodie op incompetente advocaten uit vele series en films, waaronder het personage Lionel Hutz uit Groenings andere serie: The Simpsons.

### Lrrr
De heerser van de planeet Omicron Persei VIII, die zich 1000 lichtjaren van de Aarde bevindt. Meerdere malen heeft Lrrr gedreigd de Aarde te vernietigen. Hij is een parodie op de cliché "groene indringers uit de ruimte."
Lrrr en zijn volgelingen zijn grote fans van aardse televisieseries uit de 20ste en 21ste eeuw, die ze vanwege de grote afstand tussen de twee planeten live kunnen kijken. Lrrr heeft echter een hekel aan animatieseries. Verder wordt gesuggereerd dat hij niet bepaald een fan is van Joey uit Friends, en dat hij het idee achter de show totaal niet begrijpt. In de aflevering Spanish Fry liet hij Fry's neus stelen om op de zwarte markt te verkopen.
Lrrr heeft een zwak voor dieren, wat hij probeert te verbergen met een dreigend overkomende persoonlijkheid. Zijn catchphrase is "I am Lrrr, ruler of the planet Omicron Persei VIII!".
Lrrr is net als de anderen van zijn ras erg groot en sterk in vergelijking met aardbewoners. Hij is groot genoeg om een volwassen man met 1 hap te verslinden.

### Morbo
Het zogenaamde Nieuwsmonster. Morbo is een omroeper van √2 News, Entertainment and Alien Invasion Tonight, Good Morning Earth, en andere shows op het √2-televisienetwerk. Morbo's personage is gebaseerd op de buitenaardse wezens uit de sciencefictionfilm Invasion of the Saucer Men uit 1957.
Morbo is in werkelijkheid een undercover verkenner van een ras dat de aarde wil aanvallen. Hij doet echter totaal geen moeite dit te verhullen, en vertelt in zijn shows regelmatig over de gewelddadige invasieplannen van zijn ras. Zijn collega-presentatrice Linda, die hij Human Female noemt, lijkt zich niet bewust van Morbo's ware plannen. Morbo houdt van Lipps Inc.-lied Funkytown. Zijn schedel kan opzwellen en inkrimpen.
Hij heeft een vrouw genaamd Fawn, die werd genoemd in de aflevering The 30% Iron Chef en kort gezien in Three Hundred Big Boys en The Devil's Hands Are Idle Playthings. Hij en Fawn hebben kinderen. Hij beschrijft zijn gezin zelf als agressief en talrijk.
Morbo is goede vrienden met president Richard Nixons hoofd.

### Ndnd
Ndnd, uitspraak "nndunnda", is Lrrrs vrouw. Ze vergezelt haar man vaak op zijn reizen naar de Aarde. Ze argumenteert vaak met Lrrr vanwege het gebrek aan romantiek in hun huwelijk.

### Nibblonians
De Nibblonians zijn een krachtig ras van de planeet Eternium, gelokaliseerd in het centrum van het universum. Hun ras bestond al zeventien jaar voor de Big Bang, wat hen tot het oudste ras in het universum maakt. Ze zijn ook als enigen echt op de hoogte van de zin van het leven (en volgens hen zitten alle religies er naast). Nibblonians hebben een zeer lang leven.
De eetgewoontes van Nibblonians zijn voor anderen smerig. Ze kunnen voedsel naar binnen werken dat veel groter is dan zijzelf. Ze eten zelfs levende dieren en drinken in een keer een zwembad leeg.
De Nibblonians zijn de aartsvijanden van de Brainspawn. Door hun intelligentie wisten ze dat Fry als enige immuun was voor de Brainspawn, en dat zijn hulp nodig zou zijn in de verre toekomst. Daar de Nibblonians niet de mogelijkheid hadden tot tijdreizen, zorgden ze ervoor dat Fry werd ingevroren en 1000 jaar later weer ontdooit.
Enkele bekende Nibblonians zijn Fiona, Ken en Nibbler. Vooral Nibbler speelt een grote rol in de serie.

## Dieren

### Ansjovis
In de 31ste eeuw zijn ansjovissen volledig uitgestorven. Professor Farnsworth vertelde Fry in A Fishful of Dollars dat de vissen ergens rond 2200 uitstierven omdat de Decapodians ze allemaal opaten. Op een veiling wist Fry het laatste blikje ansjovis dat er nog was te bemachtigen. Aan het eind van de aflevering serveerde Fry zijn vrienden een pizza met de ansjovis, maar alleen Dr. Zoidberg wil ervan eten. In dezelfde aflevering onthulde Mom dat 1 druppel natuurlijke olie van een ansjovis genoeg is om 10 robots permanent te oliën.

### Hypnotoad
De Hypnotoad is een grote pad met draaiende veelkleurige ogen. Ze produceren een luid en hypnotiserend geluid. Deze combinatie van ogen en geluid maakt dat ze bijna elk soort wezen kunnen hypnotiseren. Hij kan zelfs grote groepen hypnotiseren. Hij verscheen voor het eerst in de aflevering The Day the Earth Stood Stupid, waarin hij een huisdierwedstrijd won door de jury en het publiek te hypnotiseren.
In Bender Should Not Be Allowed On TV bleek de Hypnotoad een eigen televisieshow te hebben genaamd Everybody Loves Hypnotoad. Elke aflevering van deze show bestaat geheel uit Hypnotoad die in de camera kijkt en zijn hypnose gebruikt. De naam van de show is een parodie op de sitcom Everybody Loves Raymond.

### Lion That Eats Tofu
De Leeuw die tofoe eet verscheen in de aflevering The Problem with Popplers. Hij werd gebruikt bij een demonstratie van hippies die wilden bewijzen dat een dier kon leren geen andere dieren te eten. De leeuw zelf was erg mager en ziek.

### Lovey Bears
Teddyberen geproduceerd door Romanticorp. Het lijken gewone speelgoedpoppen, maar in werkelijkheid zijn het genetisch gemodificeerde dieren (dat was goedkoper voor de productie). Ze worden gefokt in het Lovey Forest. Na hun eerste verjaardag worden er een paar uitgekozen voor de verkoop.

### Nibbler
Een dier gevonden door Leela op Vergon 6 in Love's Labours Lost in Space. Hij is een klein wezentje met drie ogen, met een enorme eetlust en de gave om donkere materie te produceren. Hij hoort bij een superintelligent ras genaamd de Nibblonians, maar doet zich voor als een dom huisdier.

### Uilen
In de toekomst hebben uilen de plaats ingenomen van duiven en ratten. Ze voeden zich met afval en worden door de meeste inwoners van New New York gezien als ongedierte. Er zijn dan ook veel vallen te koop om ze te vangen en te doden. Ze werden voor het eerst gezien aan het begin van I, Roommate.

### Pinguïns
Pinguïns verschenen in de aflevering The Birdbot of Ice-Catraz. Ze wonen in een groot reservaat op de planeet Pluto.

### T-Rex
Fry reed een keer op een Tyrannosaurus Rex, die eigenlijk bedoeld was als kinderattractie. Hij voerde het beest ook een varken, en onbedoeld zijn handen.

### Seymour
Frys hond in de 20ste eeuw. Hij verscheen in de aflevering Jurassic Bark. Fry vond de hongerige straathond in 1997 en adopteerde hem. Hij noemde hem Seymour, naar een valse naam die een plaagbeller had doorgegeven aan de pizzeria waar Fry werkte. Hij leerde Seymour om Walking on Sunshine te blaffen. Toen Fry werd ingevroren in de cryogeentube waar hij nog 1000 jaar in zou blijven, probeerde Seymour Frys familie naar het lab te brengen. Tevergeefs.
Seymours gefossileerde restanten werden door Fry gevonden in een museum in de 31ste eeuw. Professor Farnsworth wilde proberen de hond te klonen met een DNA monster uit het fossiel. Bij een onderzoek van het fossiel ontdekte Fry dat Seymour op 15-jarige leeftijd was gestorven. Daar Seymour nog maar 3 jaar was toen Fry werd ingevroren, zag Fry af van het kloonplan. Volgens hem was de kans groot dat Seymour Fry geheel was vergeten in de 12 jaar na Frys verdwijning. Via een flashback kreeg te kijker echter te zien dat Fry ernaast zat: tot aan zijn dood bleef Seymour braaf op Fry wachten voor de pizzeria waar Fry werkte.
Seymours fossiel verscheen ook even kort in The Sting. Er zijn geruchten dat Seymour een rol zal spelen in de aankomende film Futurama: Bender's Big Score.
Seymour is Fry's enige vriend die hem ook als enige trouw bleef, aangezien iedereen hem verlaten heeft en zelf zijn ouders niet naar hem zochten.

### De Ruimtepaus
De Ruimtepaus (Engels: Space Pope), Paus Crocodylus I, is een reptielachtig wezen die blijkbaar het toekomstige hoofd is van de Rooms-Katholieke Kerk. Hij verscheen slechts tweemaal in de serie: eenmaal in het openingsfilmpje waarin hij de aflevering blijkbaar sponsorde, en eenmaal in I Dated a Robot.

### Vergon 6-dieren
In Love's Labours Lost in Space werden Fry, Leela en Bender naar de planeet Vergon 6 gestuurd met de opdracht de zeldzame dieren daar in veiligheid te brengen voordat de planeet zou vergaan. Deze dieren waren:
- Paarse fruitslangen
- Sharktopus (inktvis-haaicombinatie)
- Chilean Space Bass
- Parasitic Puppy
- Gretchen Mole
- Windy Shrimp (op land levende garnalen)
- Vampierslak
- Excommunicated Cardinal
- Four-Legged Mimic
- Molotov Cockatoo
- Hermaphlamingo (tweekoppige flamingo)

Alle dieren worden aanvankelijk gered, maar later verslonden door Nibbler.